# Chester Barnard
Chester Irving Barnard (1886–1961) foi um pensador da Escola das Relações Humanas, corrente da Administração, surgida com a Crise de 1929.
Barnard também é tido como um pensador do behaviorismo. Foi o criador da teoria da cooperação, em que estuda a autoridade e a liderança.
Foi um dos primeiros teóricos da administração a ver o homem como um ser social, e a estudar suas organizações informais dentro das empresas.
Para ele, as organizações eram sistemas sociais que exigiam cooperação. 